# درماندگی آموخته‌شده
درماندگی آموخته‌شده (به انگلیسی: Learned helplessness) در دانش روان‌شناسی به شرایطی اشاره می‌کند که در آن افراد بر پایهٔ تجربهٔ گذشته (مانند سرکوفت‌ها و ناکامی‌های مستمر و طولانی و مداوم) به این نتیجه می‌رسند که کوشش را با پیشرفت مرتبط نمی‌دانند. آنها یادگیرندگانی هستند که فکر می‌کنند اگر هر کاری انجام دهند، به موفقیت دست نمی‌یابند. این موضوع نخستین‌بار توسط مارتین سلیگمن مطرح شد.

## شکل‌گیری و تغییرات نظریه درماندگی آموخته‌شده
مارتین سلیگمن روان‌شناس آمریکایی، استاد دانشگاه و نویسنده چندین کتاب روان‌شناسی و همکارانش در آزمایش‌های خودشان یک گروه از سگ‌ها را در قفسی گذاشتند که نمی‌توانستند از آن فرار کنند و از طریق دستگاه برقی به آن‌ها شوک می‌دادند. آن‌ها سپس دریافتند که حتی در شرایطی که سگ‌ها می‌توانستند از شوک بگریزند، به‌جای گریختن، درمانده‌وار دراز می‌کشیدند. در مقابل سگ‌هایی که اصلاً در معرض شوک قرار نگرفته بودند، پس از اینکه یادگرفتند راه گریزی وجود دارد، از آن استفاده کردند. طبق توجیه آغازین سلیگمن بی‌تفاوتی و انفعالی که افراد افسرده نشان می‌دهند، نشانه‌های رفتاری درماندگی آموخته‌شده هستند. افراد این نشانه‌ها را در واکنش به تجربه‌های پیشین نشان می‌دهند که در آن‌ها، دیگران باعث شدند احساس کنند قدرت کنترل کردن سرنوشت خودشان را ندارند. به هر حال، به این توجیه انتقادهایی وارد بود. یک نقطه ضعف مهم در توجیه آغازین افسردگی توسط این نظریه این بود که نمی‌توانست این واقعیت را که افراد افسرده خود را به‌خاطر شکست‌های شان سرزنش می‌کنند توجیه کند.

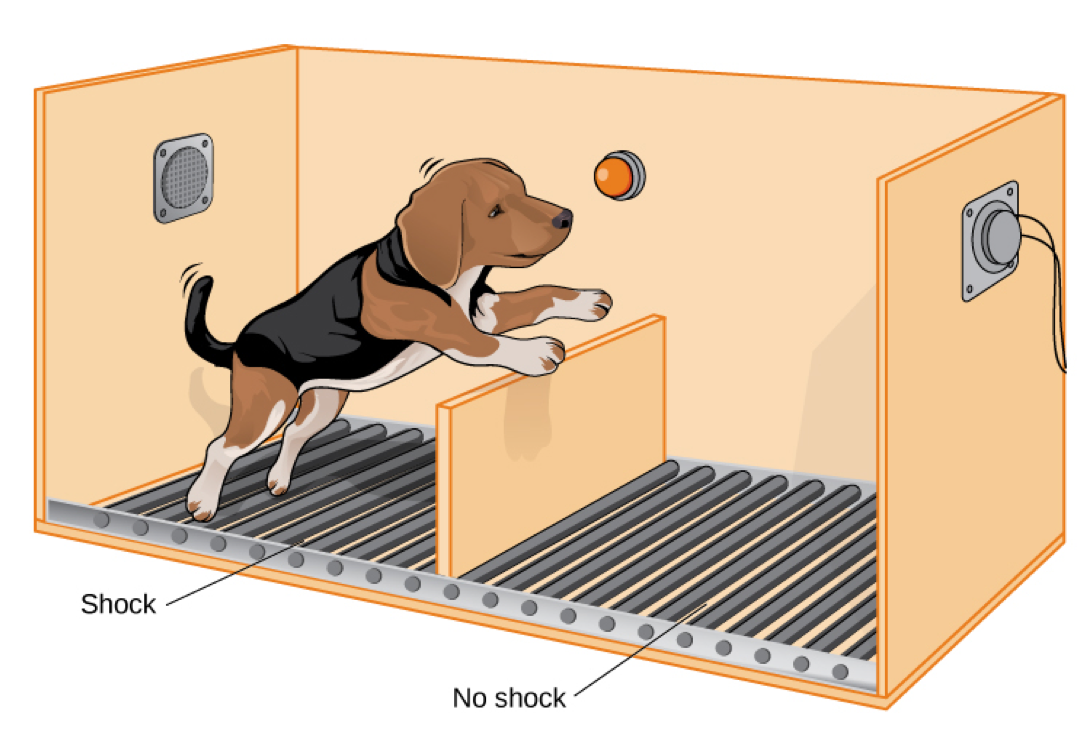
آزمایش سگ‌ها در نظریه درماندگی آموخته‌شده

با توجه به این انتقادها، سلیگمن و همکارانش در نظریه درماندگی آموخته‌شده تغییرهایی ایجاد کردند. جمع‌بندی مجدد نظریه درماندگی آموخته‌شده به‌گونه‌ای که قابل کاربرد دربارهٔ انسان باشد حاکی از آن است که پیامد رویدادهای ناگوار خارجی، توجیه‌های درونی به وجود می‌آیند که سبب از بین رفتن عزت نفس می‌شوند؛ بنابراین در مدل تجدیدنظر شده این نظریه بر نقش انتساب‌ها[1] تأکید می‌شود. انتساب‌ها توجیه کردن رخدادهایی است که برای افراد روی می‌دهند. افراد افسرده وقتی با شکستی روبرو می‌شوند، انتساب‌های درونی، پایدار و کلی دارند، و این در حالی است که انتساب‌های افراد غیرافسرده در برابر شکست‌ها، بیرونی، موقتی و غیر کلی است. به‌طور کلی نظریه درماندگی آموخته‌شده از لحاظ توانایی توجیه کردن تفاوت‌های فردی در آسیب‌پذیری نسبت به افسردگی ضعیف است.

## درماندگی آموخته‌شده در کودکان
شروع درماندگی آموخته‌شده معمولاً از کودکی و سنین پایین‌تر است. زمانی که کودکان از حامیان و والدین خود برای چالش‌های پیش رو درخواست کمک می‌کنند و با بی‌توجهی آنان مواجه می‌شوند. در صورت تکرار این رفتار، باور ناتوانی در آنها تا سنین نوجوانی و جوانی همراه خواهد بود. کودکانی که در سنین کم تجربه تجاوز جنسی را داشته‌اند، حتی در سنین بالاتر هم احساس بی‌ارزش بودن و ناتوانی می‌کنند.